# Lagria atripes
Lagria atripes es una especie de escarabajo del género Lagria, familia Tenebrionidae, orden Coleoptera. Fue descrita científicamente por Mulsant & Guillebeau en 1855.

## Distribución
Se distribuye por Austria, Alemania, Polonia, Italia, Bélgica, Chequia, Francia, Hungría, Eslovaquia, Suiza, Irán, Turquía y Turkmenistán.